# Server di scacchi per corrispondenza
L'utilizzo di server di scacchi per corrispondenza è una delle forme adottate per il gioco degli scacchi per corrispondenza. Invece di giocatori che si spediscono le mosse per posta elettronica il gioco è giocato direttamente su di una scacchiera cliccabile su di una pagina web, che tiene traccia di tutte le mosse. Il web server avverte per posta elettronica ciascun giocatore quando è arrivato il proprio turno di muovere.
La maggior parte dei server di corrispondenza hanno opzioni di convalida della mossa e stabiliscono se ci si trova in situazione di scacco al re o stallo. Questo elimina il problema delle mosse illegali, che dovrebbero poi essere corrette.
I server più utilizzati nel mondo degli scacchi per corrispondenza sono: Playchess, Free Internet Chess Server (FICS), Free Internet Correspondence Games Server (FICGS), Internet Chess Club (ICC), Infinity Chess.